# Josef Müller (Politiker, 1898)

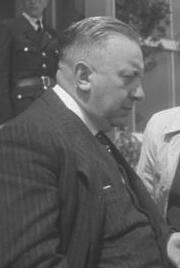
Müller in Koblenz, 1948

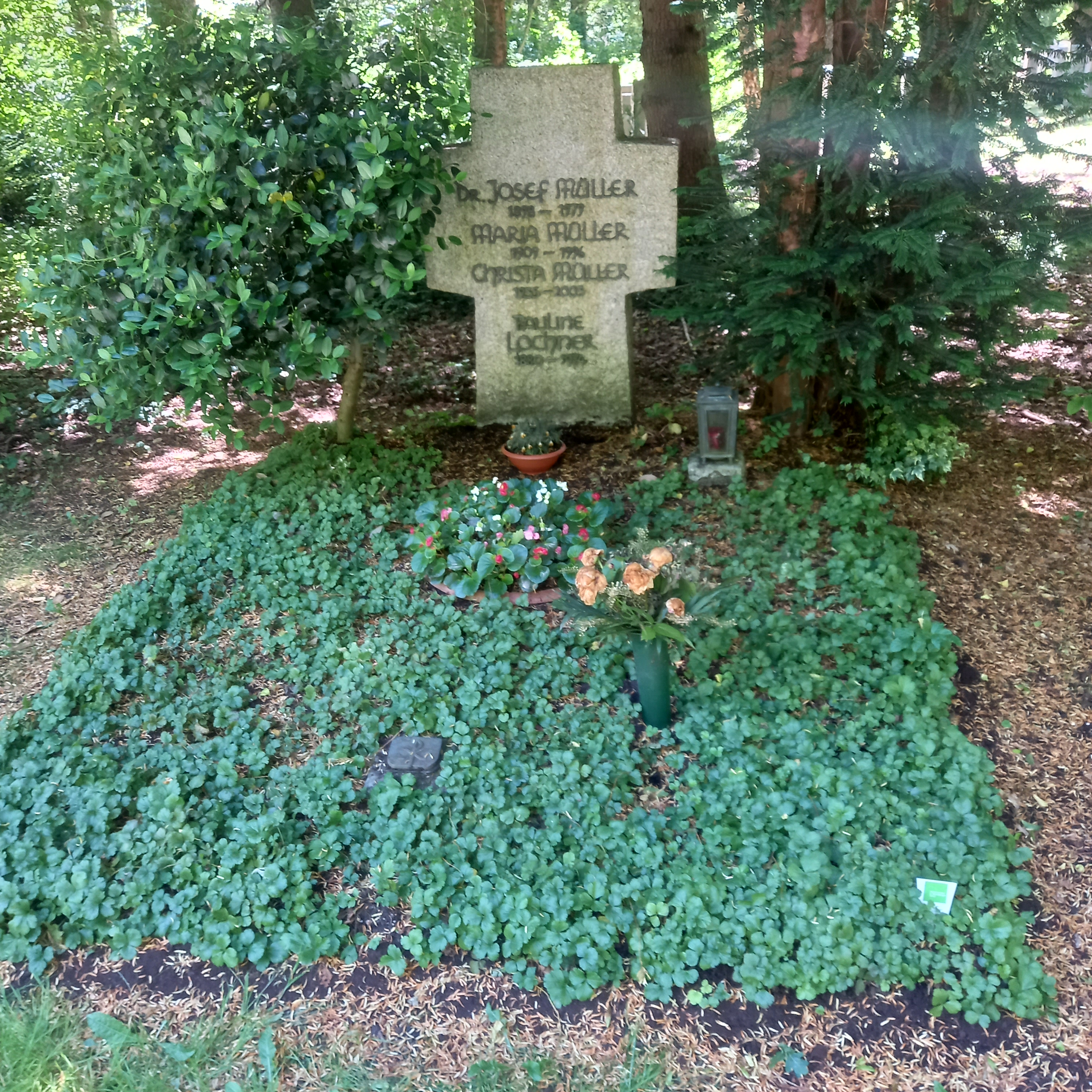
Das Grab von Josef Müller und seiner Ehefrau Maria geborene Lochner im Familiengrab auf dem Waldfriedhof (München)

Josef Müller (* 27. März 1898 in Steinwiesen (Oberfranken); † 12. September 1979 in München; genannt Ochsensepp) war ein deutscher Politiker (CSU).

## Leben
Josef Müller war der Sohn eines Bauern. Bereits in seiner Schulzeit, als er in den Ferien als Fuhrknecht arbeitete, erwarb er sich den Beinamen „Ochsensepp“. Er besuchte das Knabenseminar Ottonianum in Bamberg, leistete seit 1916 Kriegsdienst bei den Minenwerfern, war an der Westfront im Einsatz und wurde 1919 als Vizefeldwebel entlassen. Nach dem Krieg holte er das Abitur am Neuen Gymnasium in Bamberg nach, studierte Rechtswissenschaften und Volkswirtschaft in München, promovierte 1925 zum Dr. oec. publ. und war seit 1927 Rechtsanwalt in München. Seit seiner Studentenzeit war er Mitglied der Katholischen Studentenverbindungen K.St.V. Ottonia München und Isaria Freising im KV.

### Zeit des Nationalsozialismus
In den Jahren nach der NS-Machtübernahme 1933 war Müller Rechtsberater einer größeren Gruppe von „Ariseuren“, des Konsortiums Eidenschink. Diesem Konsortium half er unter anderem, sich Teile des Besitztums des Industriellen Ignatz Nacher, des Direktors der zweitgrößten Brauerei Deutschlands Engelhardt in Berlin, weit unter Wert anzueignen. Dabei hatte man Nacher ins Gefängnis werfen lassen, um ihn „weichzukochen“. Andere Unternehmen waren das Kalbfutterwerk Feldafing, die Schuhfabrik Weihermann Burgkunstadt und viele andere.
Andererseits verteidigte Josef Müller als Rechtsanwalt NS-Gegner vor Gericht. Er pflegte Kontakte zu den Widerstandskämpfern Canaris, von Dohnanyi und Oster. Seit 1939, zuletzt im Rang eines Hauptmanns, leitete Müller die Außenstelle Luft des Amts Ausland/Abwehr des Oberkommandos der Wehrmacht im Wehrkreis VII (München). Im Auftrag von Oster versuchte er 1939/40, über den Vatikan einen Verständigungsfrieden mit England herbeizuführen für den Fall, dass Hitler gestürzt wurde. Anfang April 1940 scheiterte der praktisch letzte Versuch, die Wehrmachtsführung doch noch zu einer Aktion gegen Hitler zu bringen. Der von Franz Halder an den Oberbefehlshaber des Heeres Brauchitsch herangetragene Bericht wurde von diesem empört als Aufruf zum Landesverrat abgelehnt. Anfang Mai 1940, kurz vor dem Beginn des deutschen Westfeldzugs, gab Müller Informationen über den bevorstehenden Angriff an seine Verbindungsleute in Rom weiter.
Müller musste seine Tätigkeit weitgehend einstellen, nachdem Heydrichs SD begonnen hatte, Ermittlungen über den ihm bekanntgewordenen Verratsfall anzustellen. Nach einem Schreiben des deutschen Diplomaten Fritz Menshausen, Botschaftsrat beim Heiligen Stuhl, an Kardinalstaatssekretär Luigi Maglione, wurde Prälat Ludwig Kaas als Drahtzieher einer möglichen Verschwörung identifiziert, die auch Müller und den Jesuitenpater und päpstlichen Vertrauten Robert Leiber einbezog. Josef Müllers Geheimkontakte liefen in Rom über Professor Leiber, damals Privatsekretär von Pius XII. In den Privaträumen des Professors an der Gregoriana, Piazza della Pilotta 4, fanden stets die konspirativen Gespräche statt. Dabei gingen Müller und Leiber immer höchst vorsichtig zu Werke. Sobald Müller in Rom ankam, habe er sich telefonisch, ohne Namensnennung, mit: „Ich bin da“ gemeldet, worauf Leiber lediglich die Uhrzeit des Treffens zur Antwort gab. Von Pater Leiber aus führte der Kontakt direkt zum Papst und über diesen zu dem britischen Botschafter beim Heiligen Stuhl, Sir Francis d’Arcy Osborne.
Am 5. April 1943 wurde Müller von der Gestapo verhaftet und vor dem Reichskriegsgericht angeklagt. Aus dem Berliner Gestapo-Gefängnis kam er zunächst in das KZ Buchenwald. Am 3. April 1945 wurde er gemeinsam mit anderen Häftlingen, mit denen er im Buchenwalder Kellerbunker eingesessen hatte, nach Flossenbürg verbracht: Ludwig Gehre, Franz-Maria Liedig, Alexander von Falkenhausen, Friedrich von Rabenau, Hermann Pünder, Fliegeroffizier Wassili Kokorin (der Neffe Molotows), Hugh M. Falconer (Squadron Leader Royal Air Force), Payne Best und Dietrich Bonhoeffer.
Gehre und Bonhoeffer wurden gemeinsam mit Wilhelm Canaris, Hans Oster, Karl Sack und Theodor Strünck am 9. April 1945 im KZ Flossenbürg, Rabenau am 14. oder 15. April ebenda, etliche andere Mitkämpfer an anderen Orten hingerichtet, Liedig und Müller überlebten.
Müller kam dann in das KZ Dachau. Seine Sekretärin Anna Haaser bekam Kenntnis davon, dass Müller noch lebte. Im April 1945 gehörte Müller zu einer Gruppe von 139 „Sonder- und Sippenhäftlingen“, die nach Niederdorf im Südtiroler Pustertal als Geiseln verbracht und am 4. Mai 1945 befreit wurden.

### Nach 1945

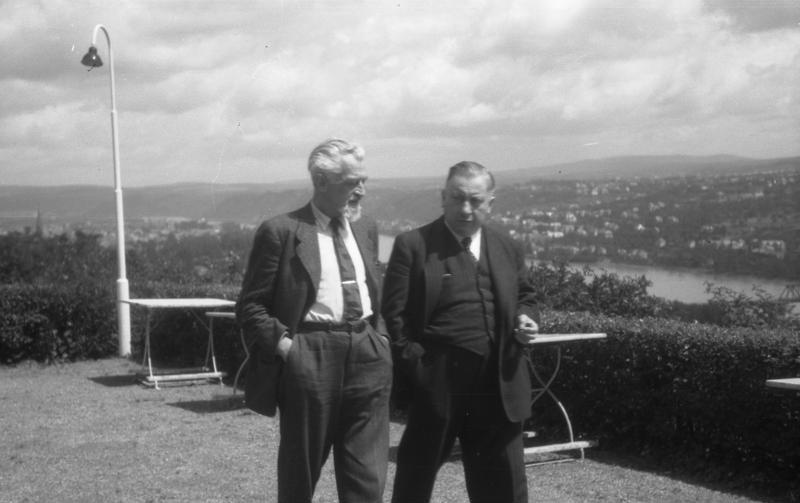
Josef Müller (rechts) 1948 auf der Rittersturz-Konferenz, links: Hermann Lüdemann

Nach dem Krieg gründete er mit dem Unterfranken Adam Stegerwald die CSU in Bayern. Er sprach sich für die Gründung einer liberalen und christlichen Partei aus, die, wie die CDU in den anderen deutschen Ländern und im Gegensatz zur Zentrumspartei und Bayerischen Volkspartei, nicht nur katholische Christen ansprechen sollte.
Müller war 1946 bis 1949 Vorsitzender der Christlich-Sozialen Union (CSU), Mitglied der Verfassunggebenden Landesversammlung Bayern, des Länderrates des amerikanischen Besatzungsgebietes und bis 1962 Mitglied des bayerischen Landtags, 1947 bis 1952 bayerischer Justizminister und 1947 bis 1950 stellvertretender Ministerpräsident in Bayern.
Es war Müllers Verdienst als CSU-Vorsitzender, dass er sich in der unübersichtlichen ersten Phase gegen die Traditionalisten durchsetzte, die aus der CSU eine Partei im Sinne der alten Bayerischen Volkspartei machen wollten.
Müller, dessen Partei 1946 eine absolute Mehrheit im Landtag hatte, war der einzige Vorschlag in der ersten Ministerpräsidentschaftswahl am 21. Dezember 1946. SPD und WAV kündigten allerdings an, aufgrund seiner Vergangenheit mit einer von Müller geführten Regierung nicht zusammenarbeiten zu wollen. Von 175 Abgeordneten stimmten nur 73 für Müller, 33 dagegen für Hans Ehard und 69 für "Nein". Den zweiten Wahlgang, bei dem die CSU dann offiziell Ehard vorschlug, konnte dieser dann für sich entscheiden.
Lange konnte sich Müller dann auch als Parteivorsitzender nicht halten, denn die Flügelkämpfe in der neuen Partei waren noch nicht ausgestanden: Im Mai 1949 unterlag er bei der Wahl zum CSU-Vorsitzenden klar Ehard. Von 1952 bis 1960 war er Chef der Münchner CSU.
Müller war zuvor bis 1952 als Justizminister im Kabinett Ehard. In seiner Eigenschaft als bayerischer Justizminister setzte er sich in der Wiedergutmachungsdebatte gegen die im Entwurf des alliierten Entschädigungsgesetzes vorgesehene „zivilrechtliche Wiedergutmachungspflicht“ ein, nach der nicht nur der Staat, sondern auch die individuellen Profiteure von „Arisierungen“ sowie Denunzianten u. a. zu Entschädigungsleistungen hätten herangezogen werden können. Müller hatte selbst als Rechtsanwalt an „Arisierungen“ im Dritten Reich mitgewirkt.

### Auerbach-Affäre
Als Justizminister war Müller maßgeblich an der „Auerbach-Affäre“ beteiligt, bei der von nationalkonservativer Seite versucht wurde, Philipp Auerbach, von 1946 bis 1951 Bayerischer Staatskommissar für rassisch, religiös und politisch Verfolgte, zu Fall zu bringen, der sich kompromisslos für die Entschädigung von Naziopfern und für die Verfolgung der Täter einsetzte. Bereits 1949 stellte Müller einen Staatsanwalt eigens dafür ab, Belastungsmaterial gegen Auerbach zu sammeln. 1951 wurde Auerbach verhaftet und 1952 ein Strafprozess gegen ihn geführt, der mit einer Verurteilung zu zweieinhalb Jahren Gefängnis endete, obwohl von den schwerwiegenden Vorwürfen kaum etwas übrig geblieben war. Auerbach beging daraufhin in der Nacht nach der Urteilsverkündung Suizid, weil er das Unrecht der Verurteilung nicht ertragen konnte. Ein Untersuchungsausschuss des Bayerischen Landtags rehabilitierte Auerbach 1954.
1951 wurde Josef Müller verdächtigt, von einer jüdischen Wiedergutmachungsinstitution Geld erhalten zu haben. Er gab daraufhin zu, im ersten Halbjahr 1950 vom Landesrabbiner Aaron Ohrenstein 20.000 DM bekommen zu haben. Da er vor dem ab Sommer 1952 zur Auerbach-Affäre tagenden Untersuchungsausschuss des Landtags unter anderem die Verwendung des Geldes nicht belegen konnte, musste er als Justizminister zurücktreten.
Nachdem Müller 1960 die Wahl zum Münchner Oberbürgermeister gegen Hans-Jochen Vogel verloren hatte, zog er sich aus der aktiven Politik zurück. In den 1960er Jahren gehörten ihm gemeinsam mit seiner Tochter Christine-Marianne 90 Prozent der Apparatebau Gauting GmbH.

## Auszeichnungen
- 1959: Bayerischer Verdienstorden
- 1966: Großes Bundesverdienstkreuz mit Stern

## Schriften
- Bis zur letzten Konsequenz. Ein Leben für Frieden und Freiheit. Süddeutscher Verlag, München 1975, ISBN 3-7991-5813-8.